# Fandobon (N’Dounga)
Fandobon (auch: N’Dounga Fondobon, N’Dounga Fondo Bon) ist ein Dorf und der Hauptort der Landgemeinde N’Dounga in Niger.

## Geographie
Das Dorf liegt am linken Ufer des Flusses Niger. Am gegenüberliegenden Flussufer befindet sich das Dorf Youri Kourtéré und rund fünf Kilometer östlich von Fandobon die Stadt Kollo. Fandobon ist der Hauptort der Landgemeinde N’Dounga, die zum Departement Kollo in der Region Tillabéri gehört. Zwischen Fandobon und dem Nachbardorf Galakaïna Sorkoydo mündet das Trockental Kori de Ouallam, dessen Einzugsgebiet sich über eine Fläche von 10.740 km² erstreckt, in den Fluss Niger.
Die Siedlung wird wie die gesamte Gemeinde N’Dounga zur Übergangszone zwischen Sahel und Sudan gerechnet.
Zu den in Fandobon beobachteten Vogelarten zählen:
- Drosselrohrsänger (Acrocephalus arundinaceus)
- Schilfrohrsänger (Acrocephalus schoenobaenus)
- Teichrohrsänger (Acrocephalus scirpaceus)
- Schwarzkielralle (Amaurornis flavirostra)
- Rotkehlpieper (Anthus cervinus)
- Bekassine (Gallinago gallinago)
- Blassspötter / Isabellspötter (Iduna pallida / Iduna opaca)
- Zwergdommel (Ixobrychus minutus)
- Rohrschwirl (Locustella luscinioides)
- Blaukehlchen (Luscinia svecica)
- Schafstelze (Motacilla flava)
- Fitis (Phylloscopus trochilus)
- Tüpfelsumpfhuhn (Porzana porzana)
- Bunt-Goldschnepfe (Rostratula benghalensis)
- Turteltaube (Streptopelia turtur)
- Gartengrasmücke (Sylvia borin)
- Bruchwasserläufer (Tringa glareola)[5]

## Bevölkerung
Bei der Volkszählung 2012 hatte Fandobon 4565 Einwohner, die in 673 Haushalten lebten. Bei der Volkszählung 2001 betrug die Einwohnerzahl 1404 in 175 Haushalten und bei der Volkszählung 1988 belief sich die Einwohnerzahl auf 1545 in 194 Haushalten.

## Wirtschaft und Infrastruktur
Es gibt eine Schule im Dorf.